# Whitesnake
Whitesnake je angleška rock skupina, ustanovljena leta 1978. Ustanovil jo je David Coverdale po njegovem odhodu iz svoje prejšnje skupine, Deep Purple.
2021 so k sodelovanju povabili hrvaškega pevca Dina Jelušića (Dino Jelusick).

## Diskografija
- Trouble (1978)
- Lovehunter (1979)
- Ready an' Willing (1980)
- Come an' Get It (1981)
- Saints & Sinners (1982)
- Slide It In (1984)
- Whitesnake (1987)
- Slip of the Tongue (1989)
- Restless Heart (1997)
- Good to Be Bad (2008)
- Forevermore (2011)
- The Purple Album (2015)

## Zasedba
- David Coverdale - vokal
- Joel Hoekstra - kitara (2014–danes)
- Reb Beach - kitara (2002–danes)
- Michael Devin  – bas kitara (2010-danes)
- Michele Luppi – klaviature (2015-danes)
- Tommy Aldridge – bobni (1987–1991, 2002–2007, 2013 – danes)

### Nekdanji člani
- Micky Moody - kitara (1978-1984)
- Bernie Marsden - kitara (1978-1982)
- Neil Murray - bas kitara (1978-1982) (1984-1987)
- Peter Solley - klaviature (1978)
- Dave Dowle - bobni (1978-1979)
- Jon Lord - klaviature (1978-1984)
- Ian Paice - bobni (1979-1982)
- Mel Galley - kitara (1982-1984)
- Colin Hodgkinson - bas kitara (1982-1984)
- Cozy Powell - bobni (1982 - 1985)
- John Sykes - kitara (1984 - 1987)
- Adrian Vandenberg - kitara (1985 - 1991) (1994 - 1997)
- Vivian Campbell - kitara (1987 - 1988)
- Rudy Sarzo - bas kitara (1987 - 1991) (1994)
- Tommy Aldridge - bobni (1987 - 1991) (2002 -2007)
- Steve Vai - kitara (1989 - 1991)
- Don Airey - klaviature (1985 - 1989)
- Guy Pratt - bas kitara (1997)
- Denny Carmassi - bobni (1994-1997)
- Steve Farris - kitara (1997)
- Tony Franklin - bas kitara (1997)
- Marco Mendoza - bas kitara (2002 - 2005)
- Timothy Drury - klaviature (2002 - 2010)
- Doug Aldrich - kitara (2003-2014)
- Uriah Duffy - bas kitara (2005 - 2010)
- Chris Frazier - bobni (2007 - 2010)
- Brian Tichy – bobni (2010-2013)
- Brian Ruedy – klaviature (2011-2014)